# Emprisonnement à vie en Angleterre-et-Galles
Cet article présente des affaires où les condamnés ont reçu la peine d' emprisonnement à vie en Angleterre-et-Galles.
Le Royaume-Uni applique le « whole life tariff », c'est-à-dire la perpétuité sans possibilité de libération conditionnelle. Dans ce cas, une dérogation n'est possible qu'à l'initiative du ministre de l'intérieur ("the Home Secretary"), lorsque le condamné manifeste un comportement exemplaire au bout de 25 ans au moins ou un état de santé absolument incompatible avec l'incarcération. Dans la pratique, ces deux possibilités de réinsertion n'ont jamais été accordées (sauf une pour la libération pour cause de santé, mais l'on n'est pas sûr que le criminel concerné eût été réellement condamné au whole life tariff).

## Condamnés connus et récents
- 1952 - John Straffen Assassine deux filles de moins de dix ans à des fins sadiques (il avait déjà été appréhendé pour cruauté animale), il est arrêté en 1951 et s'évade la même année : il tue une jeune femme durant sa cavale. Condamné à mort par pendaison, il est gracié en raison de son faible quotient intellectuel (56, soit 6 ans d'âge mental). Il est désigné en 1983 et 2002 pour rester en prison jusqu'à sa mort, qui interviendra fin 2007, alors que l'Union européenne s'apprêtait à examiner la légalité de la perpétuité réelle.

- 1964 - Ian Brady et Myra Hindley Affaire dite des Moors murders. Enlèvent, violent, torturent et tuent quatre enfants en bas âge pour satisfaire leur appétit sexuel (Ian Brady était un admirateur du marquis de Sade). Ils sont arrêtés un mois après l'abolition de la peine de mort. Myra Hindley meurt en 2002 à 60 ans et Ian Brady demeure en prison après plusieurs grèves de la faim.

- 1995 - Rosemary West A aidé et participé aux sévices sexuels de son mari, notamment des viols, des tortures et des meurtres sur des enfants dont leur fille et sa belle-fille. C'est la troisième et dernière femme à être condamnée à mourir en prison ; son mari s'est suicidé avant le procès.

- 2007 - Andrew Randall Touche, torture et tue un bébé de 7 semaines dont il se sait le père. Le juge lui a déclaré « la seule peine appropriée c'est que l'on ne puisse jamais vous libérer ».

- 2007 - David Tiley Après avoir été libéré pour viol, bat à mort le fiancé handicapé de sa mère, puis son infirmière une semaine plus tard.

- 2008 - Steve Wright Assassine 5 prostituées à des fins obscures. Le juge lui a déclaré « Il est légitime que vous passiez votre vie entière en prison ». Son affaire avait mobilisé 500 policiers et ravivait le souvenir de Jack l'Éventreur[1].

- 2008 - Levi Bellfield Condamné moins d'une semaine après Wright fin février 2008[2], il a violé trois jeunes femmes et tué deux d'entre elles, dont la Française Amélie Delagrange. La famille s'affirma « satisfaite qu'il ne puisse jamais réintégrer la société comme l'autorise la loi anglaise ».

- 2008 - Douglas Vinter Après avoir purgé 9 ans de prison pour meurtre, il tue sa femme en l'étranglant et la fracassant sous l'emprise de la drogue. Le juge a commenté« une très petite catégorie de personnes doivent être totalement privées de liberté. Je vous impose une peine que vous purgerez entièrement. » [3]

- 2009 - Marc Chivers Etrangla en décembre 2008 sa petite amie avec une laisse de chien. Avait déjà purgé 15 ans en Allemagne pour le meurtre d'une autre petite amie ; s'ajoute de nombreuses condamnations pour crimes violents[4].

- 2009 - Peter Tobin Assassinats de plusieurs jeunes femmes, dont un commis après avoir effectué 10 ans pour viol[5].

### 2010
- Royston Jackson Meurtre commis deux ans après sa libération conditionnelle pour un autre meurtre[6].

- Ernest Wright Meurtre et tentative de meurtre. Avait déjà purgé 26 ans pour un précédent meurtre[7].

- Anthony Hardy Meurtre de trois personnes[8].

- Peter Sutcliffe  "L'éventreur du Yorkshire"[9].

- John Maden Meurtre et torture de sa nièce 12 ans[10].

- Wilbert Dyce Triple meurtre[11].

### 2011
- John Sweeney Double meurtre avec mutilation des cadavres.

- George Norman Johnson Meurtre d'une femme de 89 ans pour la voler ; avait déjà été condamné pour un meurtre précédent.

- John Cooper Quatre meurtres dans les années 80.

- David Baxendale Meurtre par violence répété d'une jeune femme ; avait déjà été condamné pour un meurtre précédent en Espagne.

- Danilo Restivo Meurtre ; avait déjà été condamné pour un meurtre précédent en Italie.

- Andrew Dawson Double meurtre ; avait déjà été condamné pour un meurtre précédent.

### 2023
- Lucy Letby - Sept meurtres commis sur des nouveau-nés prématurés entre juin 2015 et juin 2016[12],[13]

## Autres condamnés
- (en) Liste de condamnés sur le site de The Times.